# エルヴェ
エルヴェ（伊: Erve）は、イタリア共和国ロンバルディア州レッコ県にある、人口約700人の基礎自治体（コムーネ）。

## 地理

### 位置・広がり
レッコ県南東部のコムーネ。県都レッコから南東へ6 kmの距離にある。

#### 隣接コムーネ
隣接するコムーネは以下の通り。括弧内のBGはベルガモ県所属を示す。
- ブルマーノ (BG)
- カロルツィオコルテ
- カレンノ
- レッコ
- サントモボーノ・テルメ (BG)
- ヴェルクラーゴ

### 気候分類・地震分類
気候分類では、zona E, 2863 GGに分類される。
また、イタリアの地震リスク階級 (it) では、zona 3 (sismicità bassa) に分類される。

## 行政

### 分離集落
エルヴェには、以下の分離集落（フラツィオーネ）がある。
- Butto, Cabaggio, Cereda, Costalottiere, Nesolio, Pero, Pratomolone, Saina, Torre

### 山岳部共同体
レッコ県とベルガモ県にまたがる広域自治体「ラーリオ・オリエターレ＝ヴァッレ・サン・マルティノ山岳部共同体」  (it:Comunità montana Lario Orientale - Valle San Martino)  （事務所所在地: ガルビアーテ）を構成する自治体のひとつである。